# باري فورد
باري فورد (بالإنجليزية: Barry Forde) مواليد 17 سبتمبر 1976 في باربادوس، هو دراج باربادوسي في صنف سباق الدراجات على المضمار. شارك في دورة الألعاب الأولمبية الصيفية.

## الميداليات
| الميدالية | المسابقة                               |
| --------- | -------------------------------------- |
| فضية      | بطولة العالم للدراجات على المضمار 2005 |
| برونزية   | بطولة العالم للدراجات على المضمار 2003 |

## روابط خارجية
- باري فورد على موقع أرشيف الدراجات (الإنجليزية)
- باري فورد على موقع اللجنة الأولمبية الدولية (الإنجليزية)
- باري فورد على موقع أوليمبيديا (الإنجليزية)
- باري فورد على موقع اتحاد ألعاب الكومنولث (مؤرشف) (الإنجليزية)